# Szwajcaria na Letnich Igrzyskach Olimpijskich 1904
Szwajcarię na III Letnich Igrzyskach Olimpijskich w roku 1904 w Saint Louis reprezentowało 2 sportowców startujących w 2 dyscyplinach.

## Zdobyte medale
| Medal | Zawodnik       | Dyscyplina | Konkurencja            | Rezultat  |
| ----- | -------------- | ---------- | ---------------------- | --------- |
| Złoto | Adolf Spinnler | Gimnastyka | Trójbój gimnastyczny   | 43,49 pkt |
| Brąz  | Adolf Spinnler | Gimnastyka | Wielobój indywidualnie | 67,99 pkt |

## Skład kadry

### Gimnastyka
- Adolf Spinnler - wielobój indywidualnie (3. miejsce), trójbój gimnastyczny (1.miejsce)

### Zapasy
- Gotthardt Tiefenthaler - waga papierowa - 3. miejsce[a]